# Роби (гміна Тшеб'ятув)
Роби (пол. Roby, нім. Robe) — село в Польщі, у гміні Тшеб'ятув Ґрифицького повіту Західнопоморського воєводства.
Населення — 239 осіб (2011).
У 1975-1998 роках село належало до Щецинського воєводства.

## Демографія
Демографічна структура станом на 31 березня 2011 року:
|          | Загалом | Допрацездатний вік | Працездатний вік | Постпрацездатний вік |
| -------- | ------- | ------------------ | ---------------- | -------------------- |
| Чоловіки | 121     | 26                 | 80               | 15                   |
| Жінки    | 118     | 23                 | 70               | 25                   |
| Разом    | 239     | 49                 | 150              | 40                   |